# Yotam Ben Horin
Yotam Ben Horin (Hebreeuws: יותם בן חורין; 17 februari 1979, Haifa) is een Israëlisch punkmusicus die buiten Israël vooral bekend is voor zijn werk als basgitarist, zanger en frontman voor de punkband Useless ID. Naast zijn werk in de punkbeweging werkt Ben Horin ook als solomuzikant. In 2013 speelde hij als aanvullend gitarist en achtergrondzanger in de Israëlische band Kaveret.

## Werkzaamheden

### Useless ID
Nadat Useless ID in 1996 verschillende tournees door de Verenigde Staten, Europa en Japan had gehouden, verliet basgitarist Adi Alkavatz de band. Hij werd vervangen door Yotam Ben Horin. Met Ben Horin werd het debuutalbum Dead's Not Punk opgenomen en in september 1997 uitgegeven. Het album werd uitgegeven door Falafel Records, het label van de band zelf. Dit werd gevolgd door het tweede studioalbum, getiteld Get in the Pita Bread Pit (1999).
Nadat het splitalbum Let It Burn in 2000 met The Ataris was uitgegeven, tekende de band een contract bij het Amerikaanse punklabel Kung Fu Records. Hierop besloot zanger en slaggitarist Guy Carmel een stap terug te doen. De zangpartijen werden overgenomen door Ben Horin, die ook de tekstschrijver van de band werd en eveneens basgitarist bleef. Dit is hetzelfde gebleven voor de daaropvolgende albums van Useless ID.

### Andere bands
Vóór Ben Horin in 1996 voor Useless ID ging spelen, was hij actief in de kortstondige Israëlische hardcorepunkband Rampage. Deze band gaf in 2018 de ep 1995 uit, een verzameling van bewaard gebleven nummers die de band had opgenomen.
Eind 2012 richtte Ben Horin onder zijn alias Tommy Gunn samen met zijn broer Nadav Ben Horin, Corey Ben Yehuda en Nadav Rotem de band SPIT op. De stijl van deze band trekt inspiratie uit de hardcore punk uit de jaren 80 en latere periodes. SPIT bracht in 2015 het debuutalbum Poison in Your Head uit en volgde dit in 2018 op met het tweede studioalbum, getiteld Toxic Noise.
Op 18 maart 2013 werd Ben Horin gekozen om dat jaar als aanvullend gitarist en zanger voor de Israëlische band Kaveret te spelen. Hij ging dit jaar met deze band op tournee, waarbij reünieoptredens gegeven werden.
In 2020 richtte hij samen met Fat Mike (van NOFX), John Carey (Old Man Markley) en Bastien Brisson (P.O. Box) de band D-Composers op, dat ook als productieteam geldt voor enkele albums die door het label Fat Wreck Chords uitgegeven worden. De band bracht in 2020 het debuutalbum Chabad Religion uit.

## Discografie (selectie)

### Met Useless ID
| Jaar | Titel                      | Label         |
| ---- | -------------------------- | ------------- |
| 1997 | Dead's Not Punk            | Falafel       |
| 1999 | Get in the Pita Bread Pit  | Falafel       |
| 2001 | Bad Story, Happy Ending    | Kung Fu       |
| 2003 | No Vacation from the World | Kung Fu       |
| 2005 | Redemption                 | Kung Fu       |
| 2008 | The Lost Broken Bones      | Suburban Home |
| 2012 | Symptoms                   | Fat           |
| 2016 | State is Burning           | Fat           |

### Solo
| Jaar | Titel             | Label         |
| ---- | ----------------- | ------------- |
| 2012 | Distant Lover     | Hardline      |
| 2015 | California Sounds | Hardline      |
| 2016 | זכרון ילדות       | Anana         |
| 2017 | One Week Record   | One Week, Fat |
| 2022 | Young Forever     | Double Helix  |